# Engersen
Engersen este o comună din landul Saxonia-Anhalt, Germania.